# Oleksij Arestovyč
Oleksij Mykolajovyč Arestovyč (in ucraino Олексій Миколайович Арестович? in bielorusso Аляксей Мікалаевіч Арастовіч?, Aljaksej Mikalaevič Arastovič; Dedoplistsqaro, 3 agosto 1975) è un politico, militare e psicologo ucraino di origini bielorusse, scelto, il 1º dicembre 2020, dal capo di gabinetto dell'Ufficio di presidenza dell'Ucraina Andrij Jermak, quale proprio consulente esterno (libero professionista indipendente) per le strategie di comunicazione in ambito difesa e sicurezza nazionale.
Durante la prima fase della guerra del Donbass, Arestovyč fu organizzatore di seminari e corsi di formazione psicologica e coordinatore del fondo di beneficenza per il supporto psicologico ai militari. Ha prestato servizio nella 72ª Brigata meccanizzata "Zaporoghi Neri".
Dal novembre del 2020 al febbraio del 2022, è stato il portavoce del gruppo di contatto trilaterale sull'Ucraina e consigliere personale del capo della delegazione ucraina nel gruppo Leonid Kravčuk.
Nel 2022, dopo l'invasione russa dell'Ucraina, Arestovyč è diventato famoso per la sua previsione del 2019 sull'inevitabilità di una guerra diretta con la Russia nel 2022.
Il 17 gennaio 2023 ha dato le dimissioni da consigliere esterno dell'Ufficio di presidenza dopo le polemiche seguite alle sue dichiarazioni, secondo cui un edificio di Dnipro, crollato il 14 gennaio, sarebbe stato colpito da un razzo della contraerea ucraina anziché da un missile russo.

## Posizioni politiche
Il 14 settembre 2016, nel suo videoblog, ha espresso l'opinione che prima del vertice della NATO del 2016, i massimi esponenti occidentali, tra cui Barack Obama, Angela Merkel, Matteo Renzi e François Hollande, non hanno esitato a lasciare l'Ucraina nella sfera di influenza della Russia in cambio della firma di accordi di parità di sicurezza con quest'ultimo: "Ci hanno preso in giro. Non ci hanno lasciato combattere, non ci hanno aiutato".
Il 15 ottobre 2023 ha affermato che la controffensiva ucraina del 2023 è stata un disastro. Ha anche accusato Volodymyr Zelens'kyj e i suoi comandanti militari di aver commesso errori strategici e di non essere riusciti a rompere le linee russe. Qualche giorno più tardi annuncia la candidatura alla presidenza ucraina.
Ha preso posizioni in sostegno della lingua russa in Ucraina.